# San Fili
San   Fili község (comune) Olaszország Calabria régiójában, Cosenza megyében.

## Fekvése
A megye nyugati részén fekszik. Határai: Marano Principato, Montalto Uffugo, Paola, Rende, San Lucido és San Vincenzo La Costa.

## Története
A 11. században alapították.

## Népessége
A népesség számának alakulása:

## Főbb látnivalói
- Palazzo Miceli
- Palazzo Gentile
- Madonna del Carmine-templom
- Sant’Antonio Abate-templom
- Spirito Santo-templom
- Madonna dell'Immacolata Concezione-templom